# Ahsoka (TV-serie)
Ahsoka är en amerikansk TV-serie från 2023, skapad av Dave Filoni. Serien är en del av Star Wars-franchisen och en spinoff av TV-serien The Mandalorian från 2019. Huvudrollen Ahsoka Tano spelas av Rosario Dawson. Karaktären skapades för den animerade serien Star Wars: The Clone Wars (svensk röst av Amanda Renberg), och gjorde sin live-actiondebut i andra säsongen av The Mandalorian, som även då spelades av Dawson.
Första säsongen hade premiär på strömningtjänsten Disney+ den 23 augusti 2023 och består av åtta avsnitt. I januari 2024 blev det bekräftat att serien skulle få en andra säsong.

## Rollista
Källa: 
- Rosario Dawson – Ahsoka Tano
- Natasha Liu Bordizzo – Sabine Wren
- Hayden Christensen – Anakin Skywalker[7]
- Eman Esfandi – Ezra Bridger
- Ivanna Sakhno – Shin Hati
- Mary Elizabeth Winstead – Hera Syndulla
- Ray Stevenson – Baylan Skoll
- Genevieve O'Reilly – Mon Mothma
- Diana Lee Inosanto – Morgan Elsbeth
- Lars Mikkelsen – storamiral Thrawn[8]

## Produktion
Inspelningarna av serien påbörjades den 9 maj 2022 i Los Angeles, under arbetsnamnet Stormcrow, med Eric Steelberg och Quyen Tran som filmfotografer. Inspelningarna avslutades i oktober samma år.